# Eilema acutapex
Eilema acutapex là một loài bướm đêm thuộc phân họ Arctiinae, họ Erebidae.